# Rue aux Ours (Metz)
Pour l’article homonyme, voir Rue aux Ours.
La rue aux Ours est une voie de la commune française de Metz.

## Situation et accès
La rue aux Ours est une voie ancienne située dans le centre-ville, limitée par la rue Pierre-Hardie au nord, et par la rue du Juge-Pierre-Michel au sud.

## Origine du nom
La forme « ours » est une altération de l'ancien mot oues, c'est-à-dire « oies », qui est dû aux nombreux rôtisseurs installés autrefois dans cette rue.

## Historique
Elle s'est appelée successivement « rue des Prêcheurs », d'après un couvent qui y a été fondé en 1221, puis « rue des Ouës », « rue des Jacobins », puis enfin « rue aux Ours ».
Il existait une hôtellerie à l'Ours dans la rue, ainsi qu'une maison des petits Ours.

## Bâtiments remarquables et lieux de mémoire
- L'Abbaye de Saint-Arnould datant du XVIIe siècle a été classée monument historique en 1986[3].
- Une école d'artillerie s'y est installée en 1794, ainsi qu'une tour d'observation de plus de 40 m[2] en 1840, destinée à suivre les manœuvres des artilleurs. Elle est devenue par la suite l'École de guerre de Metz.